# 18891 Камлер
18891 Камлер (18891 Kamler) — астероїд головного поясу, відкритий 8 березня 2000 року.
Тіссеранів параметр щодо Юпітера — 3,498.